# Batalla de Tula (1865)
La batalla de Tula del 4 de junio de 1865 tuvo lugar en la localidad de Tula en el estado de Tamaulipas, México, entre las tropas republicanas al mando de Pedro José Méndez y las tropas imperialistas acuarteladas en esa ciudad. El resultado de la batalla fue a favor del bando republicano.

## Antecedentes
Las tropas imperialistas derrotadas en Ciudad Victoria se habían reunido en Cd. Tula con las tropas del coronel Prieto, quien venía de Tampico con ciento cincuenta hombres, para sumar una fuerza de seiscientos soldados. En la contraparte, procedente también de Cd. Victoria, el coronel Pedro José Méndez comandaba una fuerza de mil cien hombres.

## Batalla
El coronel Pedro J. Méndez atacó Tula el 4 de junio de 1865. La batalla duró desde las nueve de la mañana hasta las seis  de la tarde. Una guarnición salió a enfrentar a la brigada de Méndez pero después de dos horas de combate fueron derrotados dejando en el campo 40 muertos y 45 prisioneros. El coronel Pedro J. Méndez inició el ataque a Tula a las cuatro de la tarde tomando el poder de la plaza a las seis de la tarde. Tras la toma de la plaza por el bando juarista, fue ahorcado un oficial del contingente de San Luis y un oficial que fungía como capitán de la fuerza imperial. Los republicanos se apoderaron de un depósito de armas, parque y una pieza de artillería.

## Consecuencias
La victoria republicana interrumpió para los invasores la comunicación entre Tampico y el centro del país, con lo cual se afectó de manera importante el sostenimiento del ejército francés en la región. Las fuerzas del coronel Pedro J. Méndez se unieron posteriormente al ejército del Gral. Mariano Escobedo para tomar Valle del Maíz, de donde se retiraron el 17 de junio. Como resultado de esta victoria, Pedro J. Méndez fue ascendido por Benito Juárez al grado de general.